# Leasă

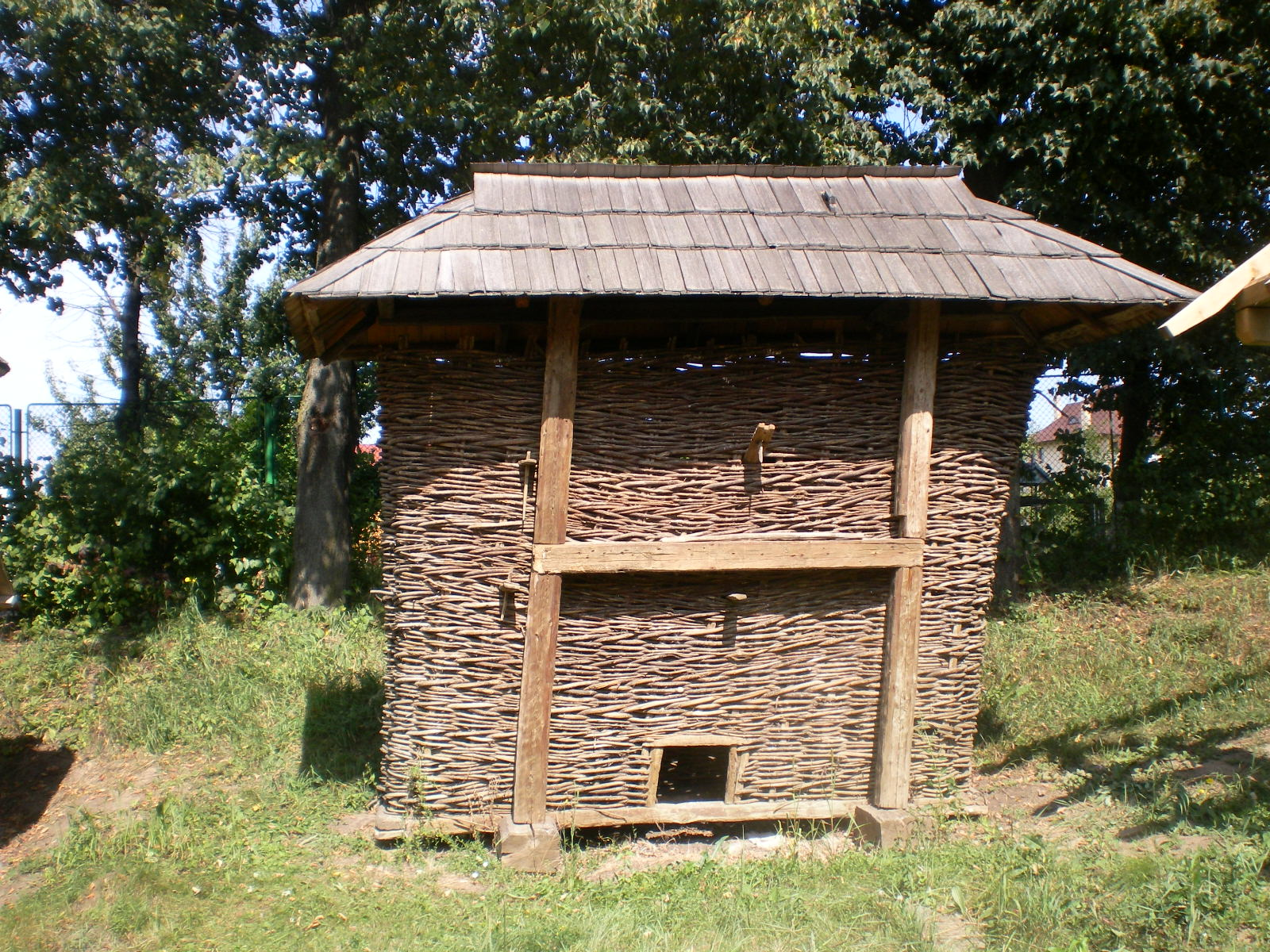
Coşer din satul Sfântu Ilie, Muzeul Satului Bucovinean

Leasa este o împletitură din nuiele sau alcătuită din șipci, având formă de coș, cutie, grătar, folosită ca stăvilar, la pescuit, împrejmuire, afumătoare, depozitare, uscare, etc. Leasă (sau coș, coșar) se mai numește și construcția de dimensiuni mici sau mai mari, făcută din împletituri sau din șipci cu distanță de circa doi centimetri între ele pentru aerisire, în care se păstrau știuleții de porumb.